# Gewöhnliche Schmuckschildkröte

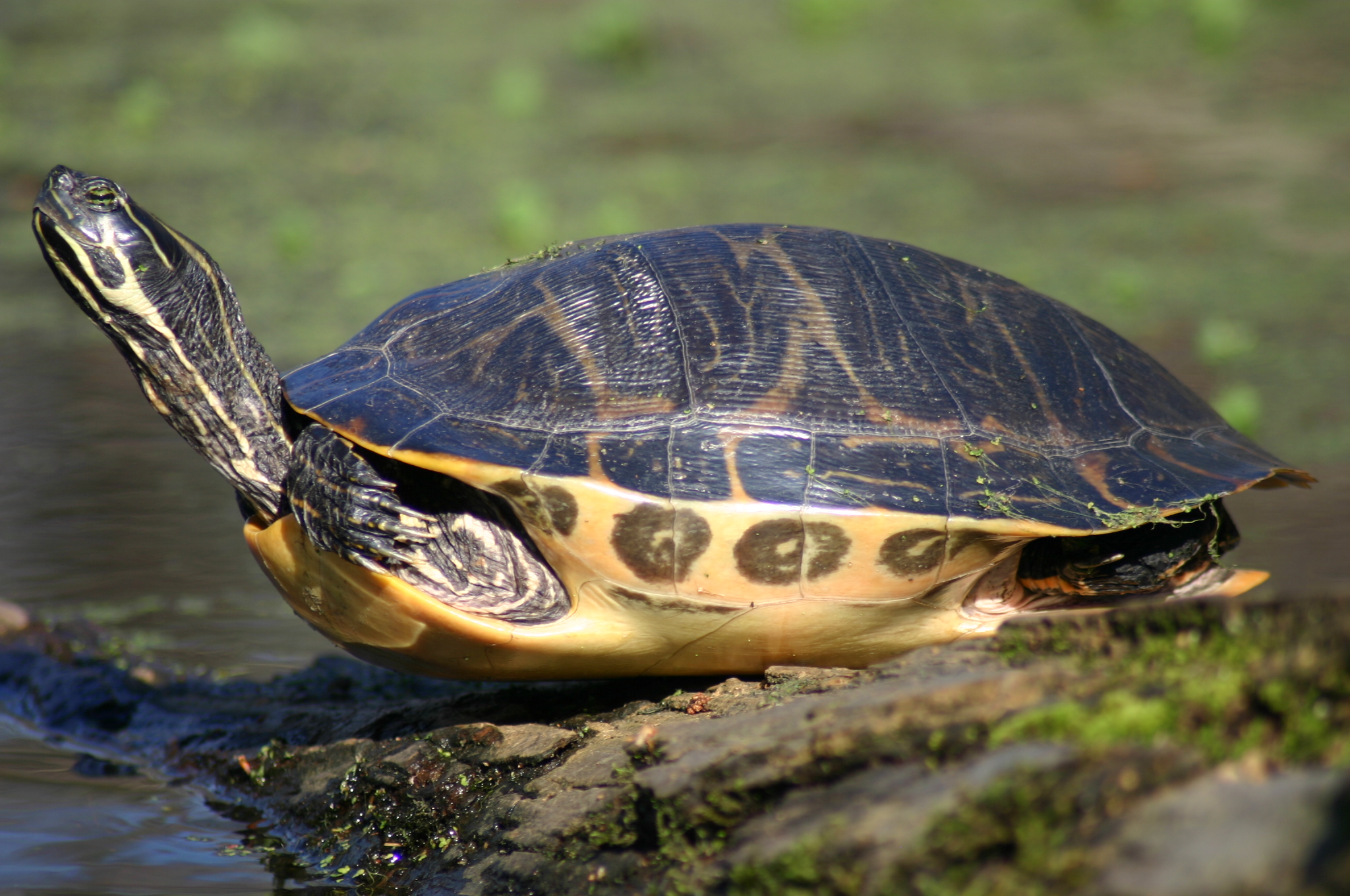
Unterart Florida-Schmuckschildkröten (Pseudemys concinna floridana)

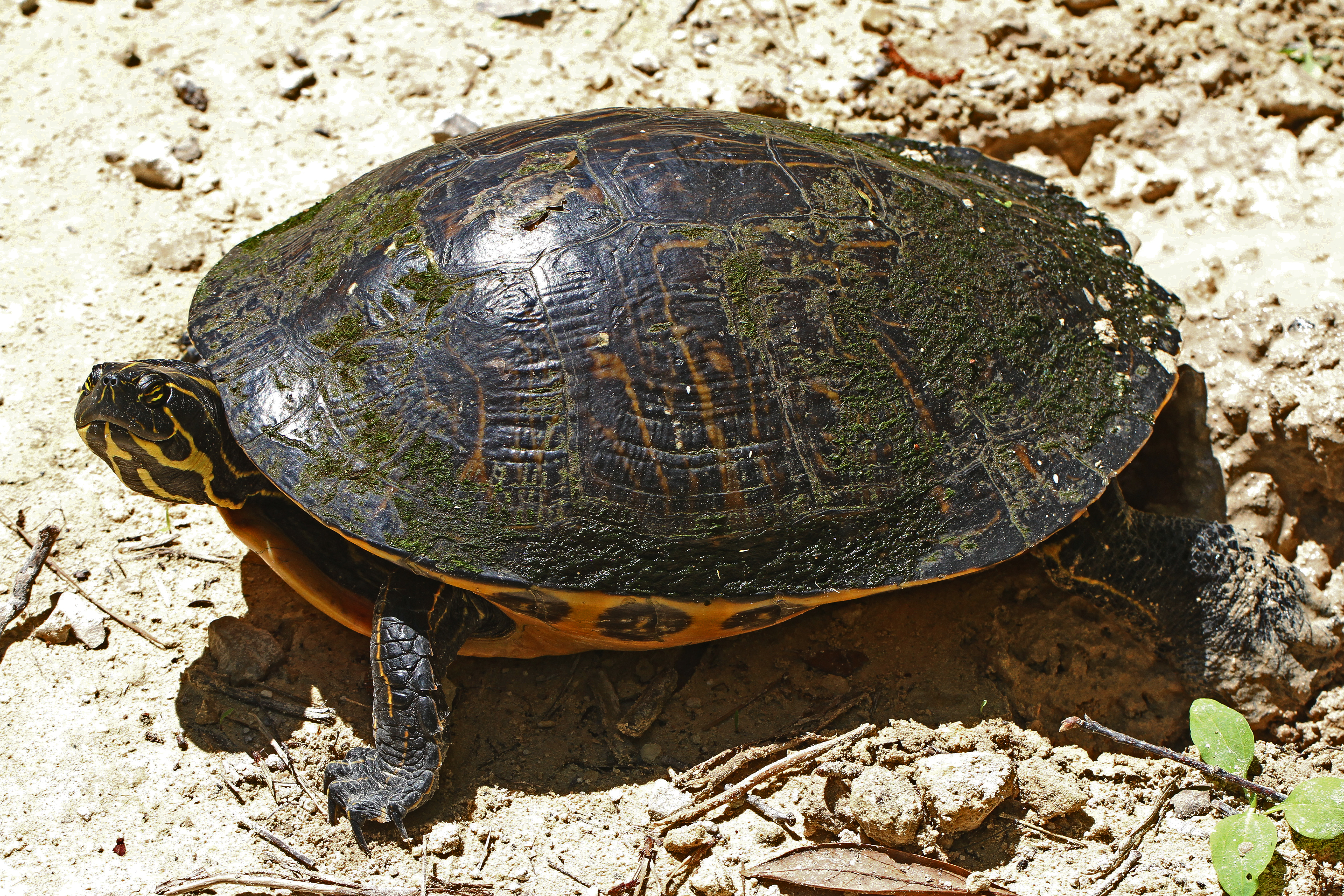
Unterart Suwannee-Schmuckschildkröte (Pseudemys concinna suwanniensis)

Die Gewöhnliche Schmuckschildkröte oder Hieroglyphen-Schmuckschildkröte (Pseudemys concinna) ist eine Schildkröte der Gattung Echte Schmuckschildkröten, die zur Familie der Neuwelt-Sumpfschildkröten gehört. Sie ist im Osten und Südosten der Vereinigten Staaten von Amerika verbreitet.

## Erscheinungsbild
Ausgewachsene Gewöhnliche Schmuckschildkröten weisen eine Carapaxlänge zwischen 30 und 40 Zentimeter auf. Der Rückenpanzer ist flach und breit. Er ist olivfarben bis braun und weist helle Markierungen auf. Auffällig ist der Mittelkiel des Rückenpanzers, der auch bei ausgewachsenen Exemplaren vorkommt.
Der Bauchpanzer ist gelblich bis orange und weist eine dunkle Markierung auf, die entlang des Panzersaums verläuft, diese fehlen aber Pseudemys concinna floridana, deren Bauchpanzer ist im Unterschied rein gelb. Die Extremitäten sowie der Hals weisen gelbe Längsstreifen auf. Davon verläuft ein besonders auffälliger Streifen vom Unterkiefer bis zum Hals.
Die Geschlechter können daran unterschieden werden, dass die Männchen an den vorderen Extremitäten etwas längere Krallen haben. Weibchen sind grundsätzlich etwas größer als Männchen. Bei ihnen ist außerdem der Rückenpanzer etwas stärker gewölbt.

## Verbreitungsgebiet und Lebensraum
Das Verbreitungsgebiet der Gewöhnlichen Schmuckschildkröte reicht vom Osten Texas bis ins südliche Illinois, von Virginia bis Alabama und bezieht auch die Halbinsel Floridas mit ein. Isolierte Populationen finden sich auch in Kentucky, West Virginia und Tennessee.
Die Gewöhnliche Schmuckschildkröte ist hauptsächlich ein Flussbewohner. Sie wird jedoch auch in Wassergräben, Teichen, Seen und selbst in Salzwasserzonen in Flussmündungen beobachtet. Die von der Gewöhnlichen Schmuckschildkröte bewohnten Flüsse sind langsam fließend und weisen einen sehr reichhaltigen Pflanzenbewuchs auf. Ungewöhnlich ist, dass diese Schildkrötenart Gewässer mit einem steinigen Gewässerboden bevorzugt.

## Lebensweise
Gewöhnliche Schmuckschildkröten leben normalerweise in größeren Gemeinschaften und sonnen sich meist gesellig auf einem aus dem Wasser ragenden Baumstamm oder am Gewässerrand befindlichen Steinen. Im nördlichen Verbreitungsgebiet überwintern die Gewöhnlichen Schmuckschildkröten im Bodenschlamm von Gewässern. In ihrem südlichen Verbreitungsgebiet wie etwa in Florida sind sie das gesamte Jahr über aktiv.
Sie sind insgesamt sehr scheue Tiere, die das Wasser nur zum Sonnenbaden oder zur Eiablage verlassen. Bei der geringsten Andeutung von Gefahr tauchen sie ins Wasser ab. Sie halten sich einen großen Teil des Tages unter der Wasseroberfläche in einer Tiefe von 1 bis 1,5 Meter auf, wo sie entweder auf dem Gewässerboden ruhen oder nach Futter suchen. Sie ernähren sich überwiegend von pflanzlicher Nahrung, nehmen aber auch animalische Kost zu sich.

## Fortpflanzung
Die Gewöhnliche Schmuckschildkröte paart sich in der Regel im Frühjahr. Im Süden des Verbreitungsgebietes kommt es bereits im Januar zu Paarungen. Anders als etwa bei Pseudemys rubriventris ist das Balzverhalten der Gewöhnlichen Schmuckschildkröte wissenschaftlich beschrieben. Männchen verfolgen die Weibchen und beschnüffeln dabei zuerst ihre Schwanzregion. Sie schwimmen dann in Front des Weibchens, strecken ihren Hals nach vorne und unten und halten ihre Vorderextremitäten mit den verlängerten Krallen direkt vor ihre Schnauze. Diese werden dann schnell vor ihrem Gesicht bewegt. Wenn das Weibchen empfangsbereit ist, lässt sie sich auf den Gewässerboden sinken und erlaubt ihm, sie zu begatten. Nicht empfangsbereite Weibchen schwimmen weg.
Die Weibchen graben normalerweise im späten Mai oder im Juni ihre Nistgruben. Zur Eiablage kommt es aber auch noch im Spätsommer. Die Nistgruben befinden sich etwa 30 Meter vom Wasser entfernt. Das Gelege umfasst normalerweise zwischen sechs und siebzehn Eier. Die Schlupfzeit der Jungtiere ist abhängig von der Umgebungstemperatur und liegt zwischen 66 und 114 Tagen. Bei einer Umgebungstemperatur von 22 bis 25 Grad schlüpfen ausschließlich Männchen. Bei Temperaturen über 30 Grad schlüpfen nur Weibchen. Im nördlichen Verbreitungsgebiet überwintern frisch geschlüpfte Jungtiere häufig in der Nistgrube und kommen erst im kommenden Frühling an die Oberfläche.

## Unterarten
Folgende Unterarten sind bekannt:
- Westliche Hieroglyphen-Schmuckschildkröte (Pseudemys concinna concinna (Le Conte, 1830)) – Rückenpanzer mit rötlich-brauner Grundfarbe
- Florida-Schmuckschildkröten (Pseudemys concinna floridana (Le Conte, 1830)) – rein gelber Bauchpanzer; Verwechslung ist mit Pseudemys peninsularis möglich, diese hat aber im Unterschied Haarnadelförmige Kopfzeichnungen.
- Suwannee-Schmuckschildkröte (Pseudemys concinna suwanniensis (Carr, 1937)) (auch als eigene Art Pseudemys suwanniensis) – ähnlich gezeichnet wie Pseudemys concinna concinna aber dunkler und ohne oder nur wenige Streifen an den Hinterbeinen

Die Unterarten Pseudemys concinna hieroglyphica  Holbrook, 1836 und Pseudemys concinna mobilensis  Holbrook, 1838 werden oft als Synonyme von Pseudemys concinna concinna gesehen.

## Bestand
Die Gewöhnliche Schmuckschildkröte ist in einigen Regionen ihres Verbreitungsgebietes noch häufig. Insgesamt ist jedoch ein Populationsrückgang festzustellen. Sowohl in Illinois als auch in Florida gilt sie als bedroht. Negativ wirken sich vor allem menschliche Einflüsse aus wie etwa die Jagd auf die Tiere, die in einzelnen Regionen noch gegessen werden. Viele Tiere fallen auch dem Verkehr zum Opfer. Einen negativen Einfluss hat auch die Umweltverschmutzung auf den Bestand.

## Nachweise